# Lucien Godeaux
Lucien Godeaux (n. 11 octombrie 1887 la Morlanwelz, Belgia – d. 21 aprilie 1975 la Liège) a fost un matematician belgian.
A fost un autor prolific de profil: a scris peste o mie de cărți și lucrări, din care 669 se află la Mathematical Reviews.
A fost profesor de matematică la Liège și președinte al Grupului Internațional al Matematicienilor de Expresie Latină.
A participat la al IV-lea Congres al Matematicienilor Români, care a avut loc la București în 1956.
Domeniul în care s-a afirmat cu precădere este geometria algebrică.
Suprafața Godeaux, pentru care a stabilit anumite proprietăți, îi poartă numele.
A descoperit diverse proprietăți ale teoriei congruențelor și a furnizat rezultate remarcabile pe plan mondial în domeniul geometriei proiective diferențiale.

## Scrieri
- Les transformations birationnelles du plan (1927)
- La Géométrie (1931)
- Leçons de géométrie projective (1933
- Questions non résolues de géométrie algébrique : les involutions de l'espace et les variétés algébriques à trois dimensions (1933
- Les surfaces algébriques non rationnelles de genres arithmétique et géométrique nuls (1934
- La théorie des surfaces et l'espace réglé (géométrie projective différentielle) (1934)
- Les transformations birationnelles de l'espace (1934)
- Les involutions cycliques appartenant à une surface algébrique (1935
- Les géométries (1937)
- Observations sur les variétés algébraiques à trois dimensions sur lesquelles l'opération d'adjonction est périodique (1940)
- Introduction à la géométrie supérieure (1946)
- Analyse mathématique (1946)
- Géométrie algébrique I. Transformations birationnelles et géométrie hyperespatielle
- Géométrie algébrique II. Géométrie sur une courbe algébrique, du plan (1949)
- Correspondances entre deux courbes algébriques (1949)
- Leçons de geometrie analytique à trois dimensions

1. 1 2  Autoritatea BnF, accesat în 10 octombrie 2015
2. ↑  Lucien Godeaux, Biographie nationale de Belgique, accesat în 9 octombrie 2017
3. ↑  Lucien GODEAUX, Dictionnaire des Wallons, accesat în 9 octombrie 2017
4. ↑  CONOR.SI[*] Verificați valoarea |titlelink= (ajutor)
5. ↑  Journal officiel de la République française. Document administratif, 26 iunie 1947, p. 5880
6. ↑   https://shs.cairn.info/revue-du-nord-2001-3-page-577 Lipsește sau este vid: |title= (ajutor)
7. ↑   https://archive.org/details/sim_journal-officiel-de-la-republique-francaise_1956-07-07_157/page/6310/mode/2up Lipsește sau este vid: |title= (ajutor)
8. ↑  Trois siècles d'université en Bourgogne[*] Verificați valoarea |titlelink= (ajutor)
9. ↑  Genealogia matematicienilor